# مارثا بروكس هاتشسون
مارثا بروكس هاتشسون (بالإنجليزية: Martha Brookes Hutcheson)‏ هي مهندسة المناظر الطبيعية أمريكية، ولدت في 2 أكتوبر 1871، وتوفيت في 1959.

## معرض صور

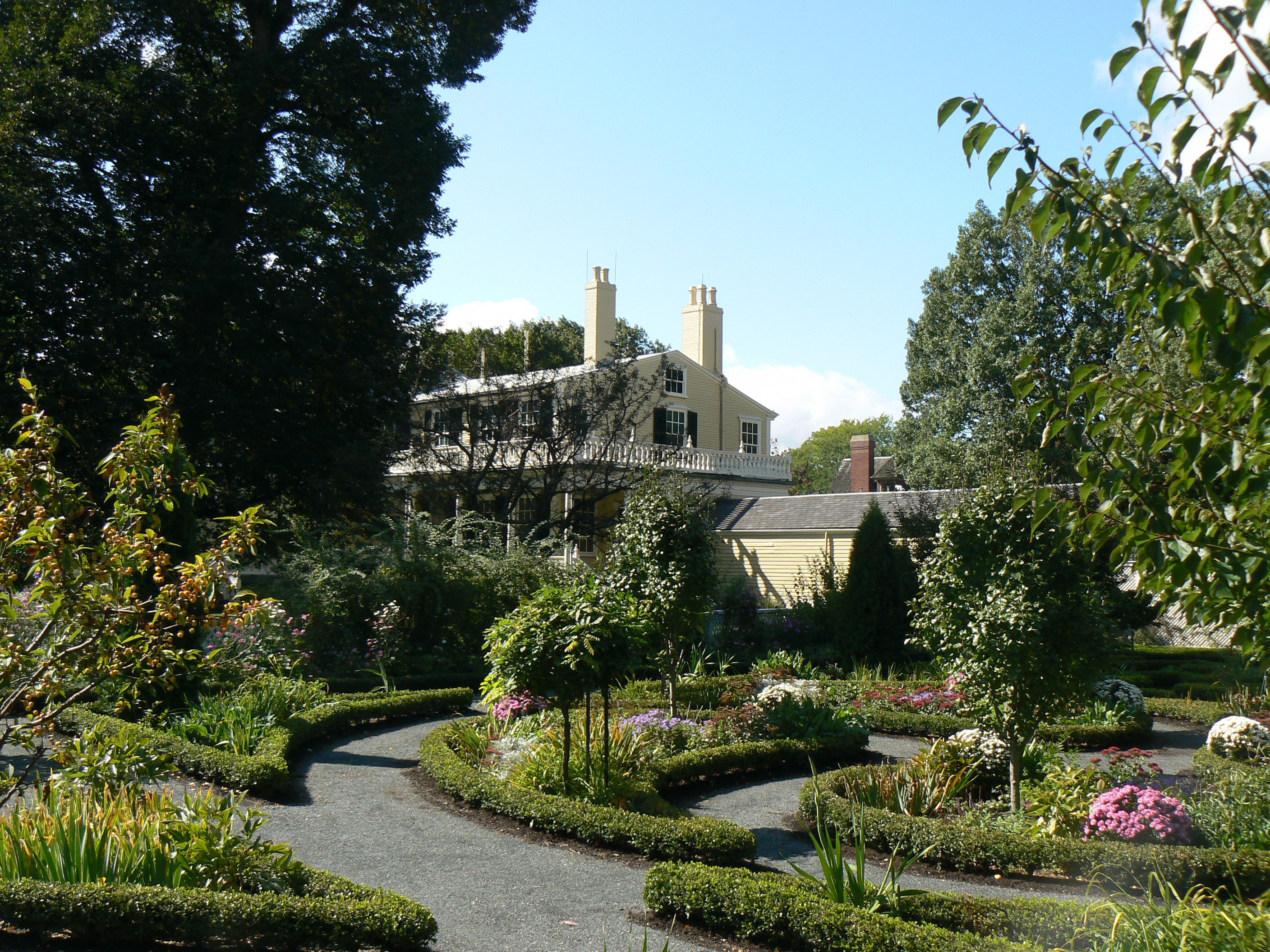
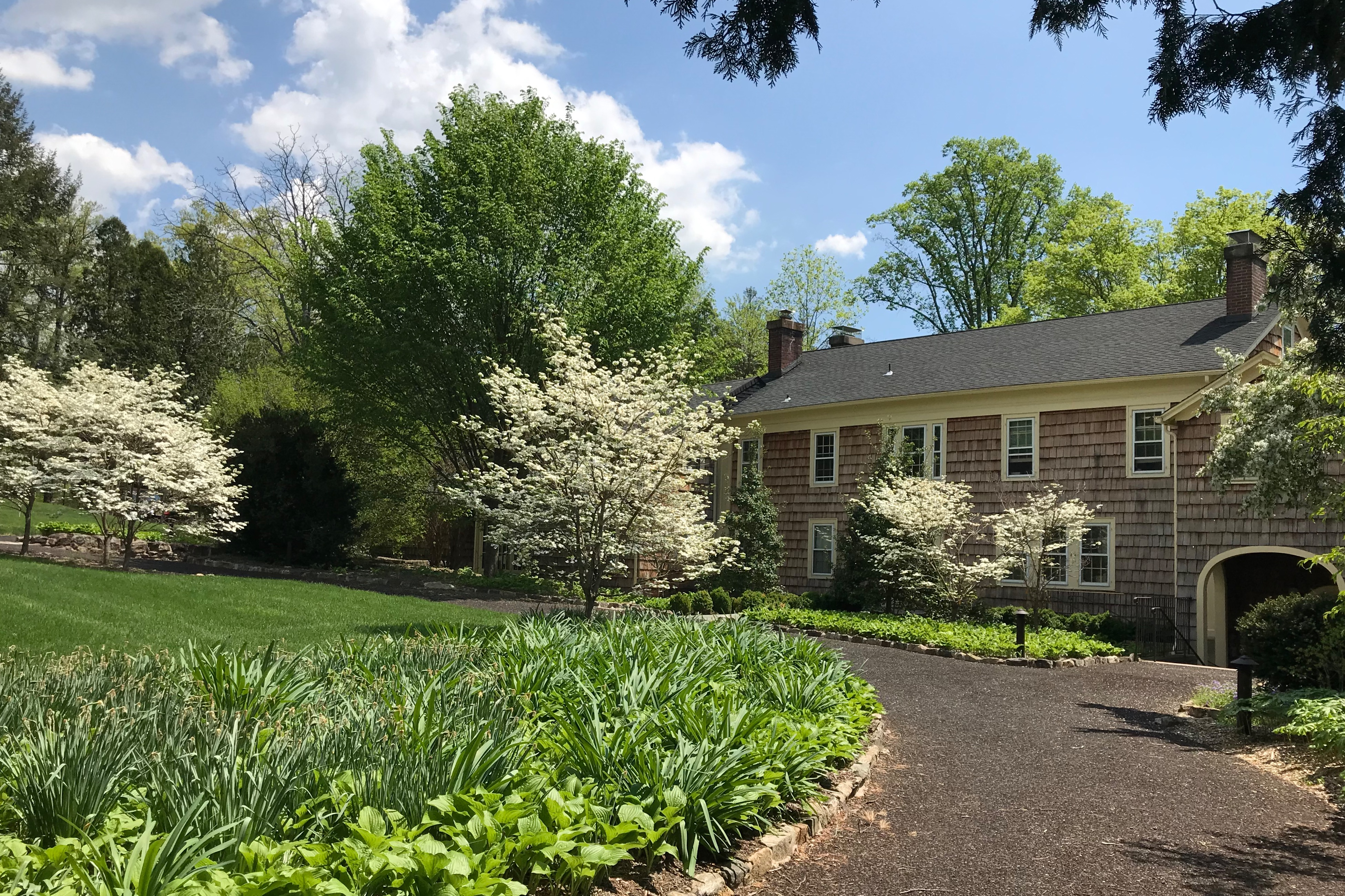
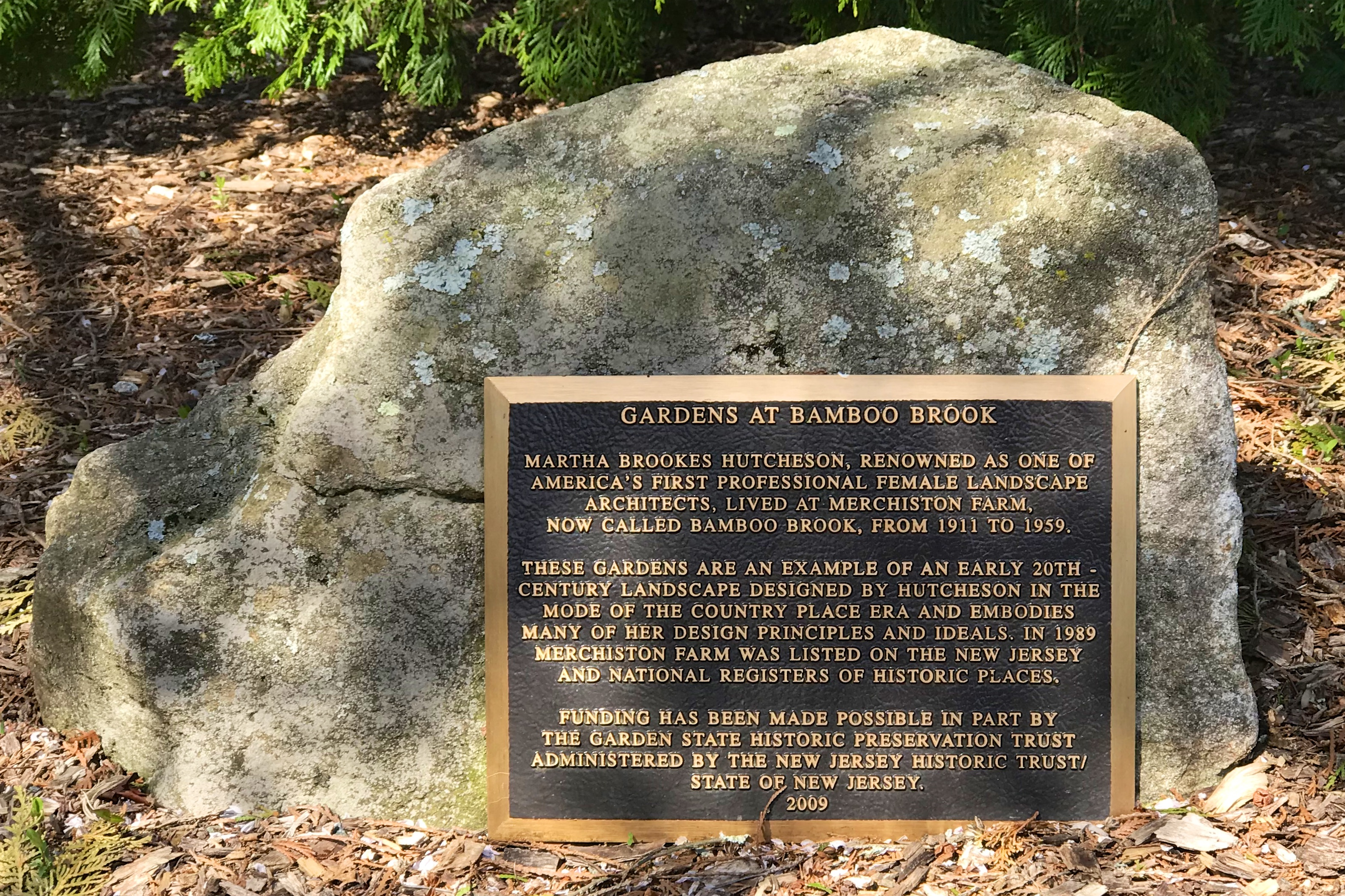